# Antonio Gómez (jurist)

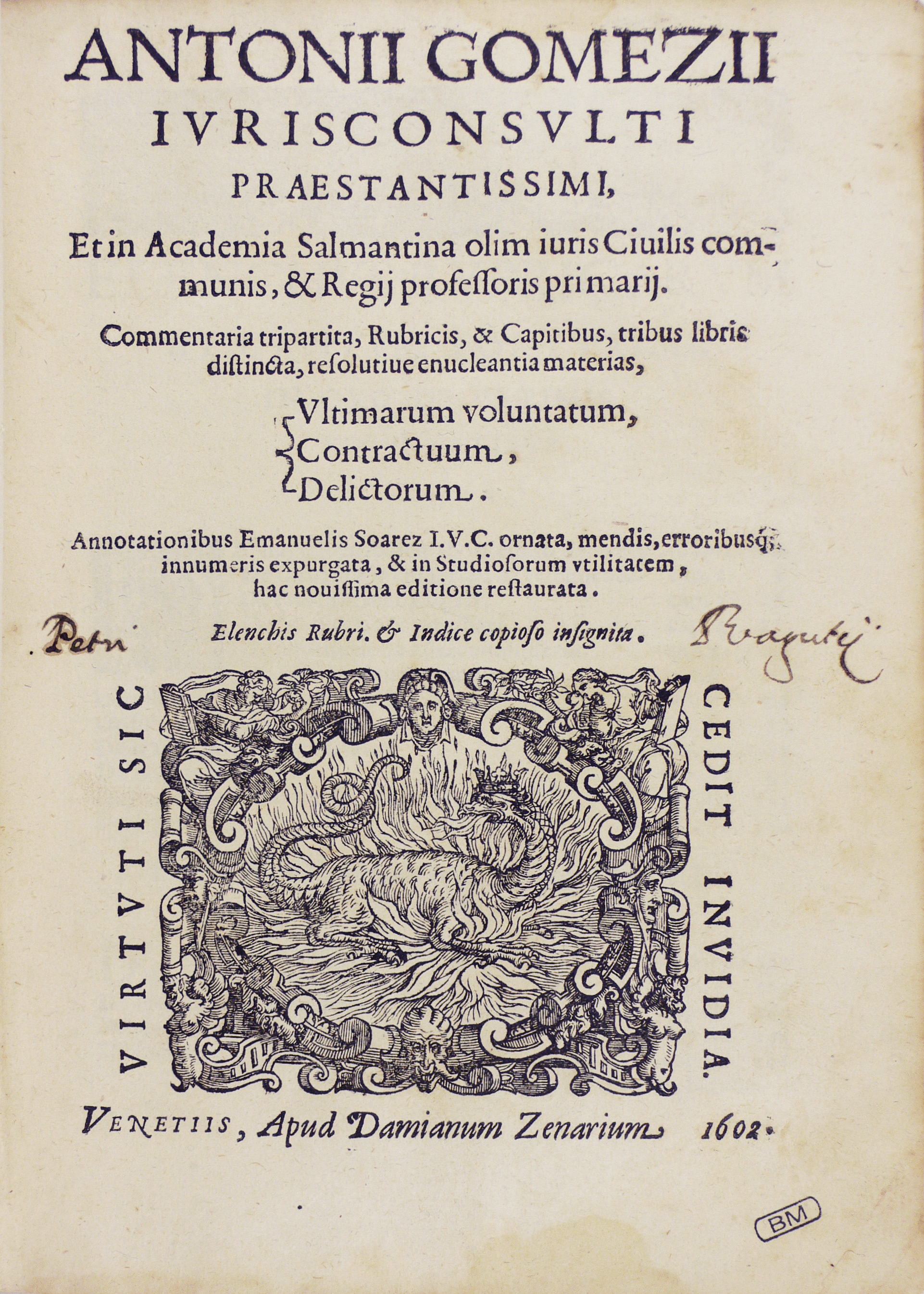
Commentaria tripartita, 1602.

Antonio Gómez (na 1500 – vóór 1572) was een Spaanse natuurrechtgeleerde.  Werkend op de drempel van de nieuwe tijd verwierp hij het gebruik van een godsoordeel in een strafproces. De jurist Antonio Gómez publiceerde ook over het bloedrecht.